# 高倉町 (大阪市)
高倉町（たかくらちょう）は、大阪府大阪市都島区にある町名。現行行政地名は高倉町一丁目から高倉町三丁目。

## 地理
大阪市都島区の北部に位置する。西は友渕町、東は御幸町、南は都島北通、北は阪神高速12号守口線の高架下を流れる城北川を挟んで大東町とそれぞれ接する。

### 河川
- 城北川

## 歴史

### 地名の由来
1180年（治承4年）、譲位後の高倉天皇が厳島行幸の際に立ち寄った川尻の寺江と福原行幸の際に立ち寄った寺江頓宮が当地に当たるとの伝承から命名された。

## 世帯数と人口
2019年（平成31年）3月31日現在の世帯数と人口は以下の通りである。
| 丁目         | 世帯数    | 人口    |
| ------------ | --------- | ------- |
| 高倉町一丁目 | 1,411世帯 | 2,345人 |
| 高倉町二丁目 | 572世帯   | 1,113人 |
| 高倉町三丁目 | 826世帯   | 1,973人 |
| 計           | 2,809世帯 | 5,431人 |

### 人口の変遷
国勢調査による人口の推移。
| 1995年（平成7年）  | 4,741人 | [ 6 ]  |  |
| 2000年（平成12年） | 4,721人 | [ 7 ]  |  |
| 2005年（平成17年） | 4,898人 | [ 8 ]  |  |
| 2010年（平成22年） | 5,077人 | [ 9 ]  |  |
| 2015年（平成27年） | 5,129人 | [ 10 ] |  |

### 世帯数の変遷
国勢調査による世帯数の推移。
| 1995年（平成7年）  | 2,217世帯 | [ 6 ]  |  |
| 2000年（平成12年） | 2,306世帯 | [ 7 ]  |  |
| 2005年（平成17年） | 2,388世帯 | [ 8 ]  |  |
| 2010年（平成22年） | 2,542世帯 | [ 9 ]  |  |
| 2015年（平成27年） | 2,554世帯 | [ 10 ] |  |

## 学区
市立小・中学校に通う場合、学区は以下の通りとなる。なお、小学校・中学校入学時に学校選択制度を導入しており、通学区域以外に都島区の小学校・中学校から選択することも可能。
| 丁目         | 番   | 小学校             | 中学校             |
| ------------ | ---- | ------------------ | ------------------ |
| 高倉町一丁目 | 全域 | 大阪市立高倉小学校 | 大阪市立高倉中学校 |
| 高倉町二丁目 | 全域 | 大阪市立高倉小学校 | 大阪市立高倉中学校 |
| 高倉町三丁目 | 全域 | 大阪市立高倉小学校 | 大阪市立高倉中学校 |

## 事業所
2016年（平成28年）現在の経済センサス調査による事業所数と従業員数は以下の通りである。
| 丁目         | 事業所数  | 従業員数 |
| ------------ | --------- | -------- |
| 高倉町一丁目 | 122事業所 | 1,107人  |
| 高倉町二丁目 | 96事業所  | 646人    |
| 高倉町三丁目 | 77事業所  | 789人    |
| 計           | 295事業所 | 2,542人  |

## 施設

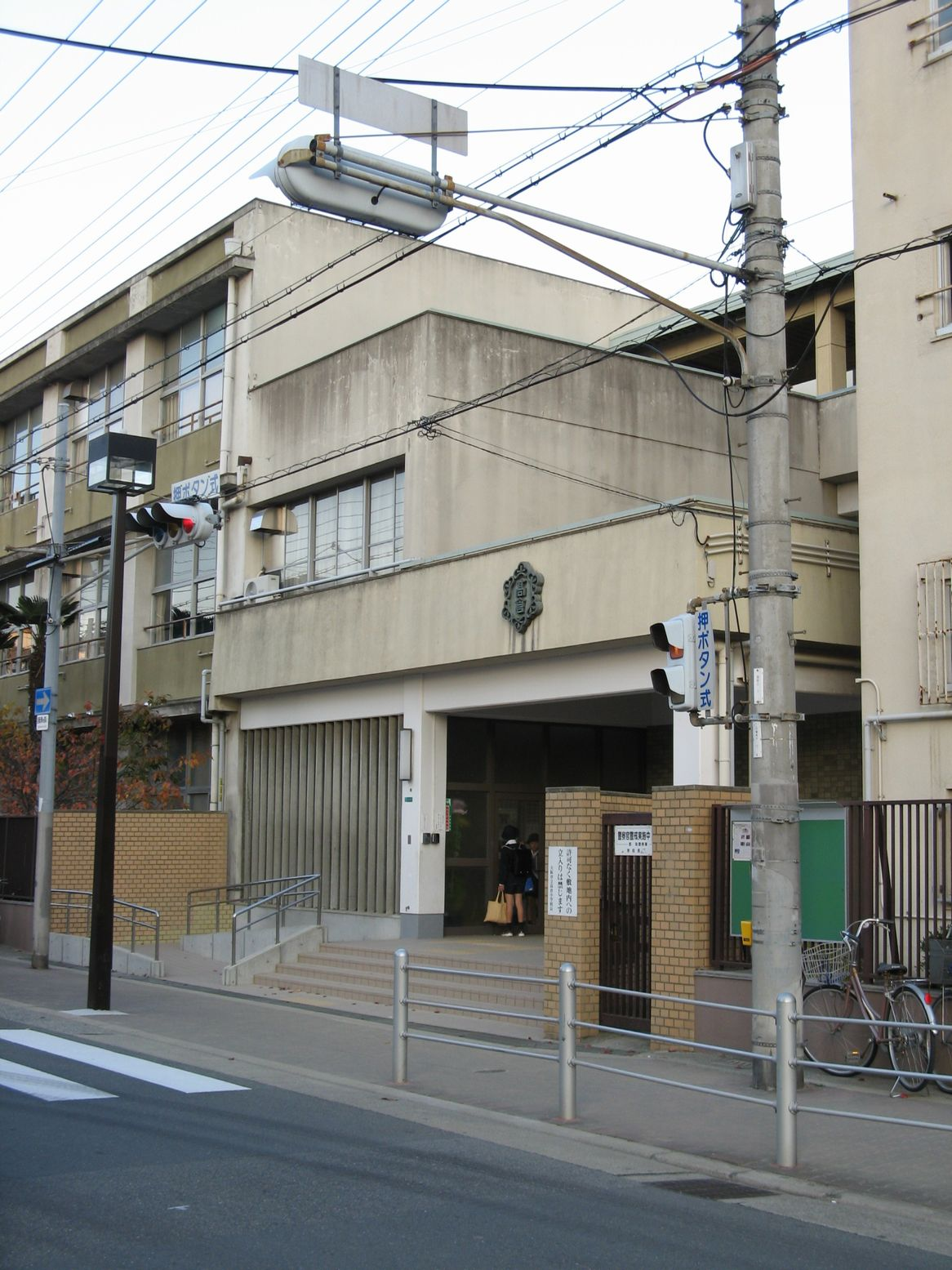
大阪市立高倉小学校

- 都島郵便局
- 大阪市立高倉小学校
- 高倉三公園
- 日本水陸観光
- あさひ
- ライフ 都島高倉店

## 交通

### 道路
- 阪神高速12号守口線 都島入口
- 大阪市道赤川天王寺線

## その他

### 日本郵便
- 〒534-0011[3]（集配局：都島郵便局[14]）